# Пиени-Ретсуярви
Пи́ени-Ре́тсуя́рви (фин. Pieni Retsunjärvi, Pieni Retshujärvi) — озеро на территории Лоймольского сельского поселения Суоярвского района Республики Карелия.

## Общие сведения
Площадь озера — 0,6 км². Располагается на высоте 88,3 метров над уровнем моря.
Форма озера продолговатая: вытянуто с севера на юг. Берега каменисто-песчаные, возвышенные, местами заболоченные.
С южной стороны озеро соединяется короткой протокой с озером Сури-Ретсуярви, откуда вытекает протока, впадающая в ламбину Каллиолампи, из которой берёт начало река Исо-Кивийоки, впадающая в реку Тулемайоки.
Населённые пункты возле озера отсутствуют. Ближайший — деревня Кясняселькя — расположен в 6 км к югу от озера.
Код объекта в государственном водном реестре — 01040300211102000014237.